# Katja Haller
Katja Haller (* 12. Januar 1981 in Sterzing) ist eine ehemalige italienische Biathletin aus Südtirol.
Die Südtirolerin Katja Haller lebt in Ridnaun (Gemeinde Ratschings) und ist Mutter eines 2013 geborenen Sohnes.
Haller startete für den Klub G.S. Fiamme Gialle und begann ihre internationale Karriere im Seniorenbereich 2001 im Europacup. Nach anfänglich guten Ergebnissen stieg sie in den Biathlon-Weltcup auf und gab ihr Debüt bei einem Sprint-Weltcup in Hochfilzen, bei dem sie 91. wurde. Bis zum Ende der Saison 2003/04 wechselte sie immer wieder zwischen Welt- und Europacup. Seit dem Saisonbeginn 2004/05 gehörte sie endgültig dem Weltcup an, nachdem sie beim ersten Saisonrennen, mit einem 19. Platz im Sprint, zum ersten Mal Punkte gewinnen konnte. Es dauerte noch längere Zeit, bis sie erstmals Plätze in der Weltspitze erreichen konnte.
Ihren Durchbruch feierte Haller bei den Biathlon-Weltmeisterschaften 2007 in Antholz. Nach eher mäßigen Ergebnissen in Sprint (38.) und Verfolgung (40.) konnte sie im Einzel, bei ihrer Heim-Weltmeisterschaft, den 12. Platz erreichen. Mit der italienischen Mixed-Staffel wurde sie sogar Sechste. Schon zuvor nahm Haller an internationalen Großereignissen teil. Bei den Olympischen Spielen 2002 in Salt Lake City startete sie im Einzel (47.) und in der Staffel (11.), bei den Spielen von Turin 2006 im Sprint (57.) und in der Verfolgung, bei der sie aber nicht ins Ziel kam. Bei den Weltmeisterschaften 2003, 2004 und 2006 trat sie in einzelnen Rennen an, ohne je eine gute Platzierung erreichen zu können.
Haller nahm auch an den Olympischen Winterspielen 2010 teil. Ihr bestes Resultat war der 18. Platz im Einzel, mit der Staffel wurde sie 11. Haller trat am 23. Mai 2012 vom aktiven Sport zurück.

## Biathlon-Weltcup-Platzierungen
Die Tabelle zeigt alle Platzierungen (je nach Austragungsjahr einschließlich Olympische Spiele und Weltmeisterschaften).
- 1.–3. Platz: Anzahl der Podiumsplatzierungen
- Top 10: Anzahl der Platzierungen unter den ersten zehn (einschließlich Podium)
- Punkteränge: Anzahl der Platzierungen innerhalb der Punkteränge (einschließlich Podium und Top 10)
- Starts: Anzahl gelaufener Rennen in der jeweiligen Disziplin
- Staffel: inklusive Mixed- und Single-Mixed-Staffeln

| Platzierung | Einzel | Sprint | Verfolgung | Massenstart | Staffel | Gesamt |
| ----------- | ------ | ------ | ---------- | ----------- | ------- | ------ |
| 1. Platz    |        |        |            |             |         |        |
| 2. Platz    |        |        |            |             | 1       | 1      |
| 3. Platz    |        |        |            |             | 1       | 1      |
| Top 10      | 1      |        |            |             | 32      | 33     |
| Punkteränge | 13     | 15     | 12         | 3           | 43      | 86     |
| Starts      | 31     | 81     | 34         | 3           | 43      | 192    |